# Gele trilzwam
De gele trilzwam (Tremella mesenterica) is een trilzwam uit de familie Tremellaceae. Hij komt het gehele jaar door voor, maar vooral in voorjaar en late herfst. Hij leeft op takken van loofbomen en struiken. 

## Determinatie

### Uiterlijke kenmerken
Het vruchtlichaam is onregelmatig van vorm en breekt meestal door de bast van dode takken. Het is tot 7,5 cm breed en 2,5–5 cm hoog, afgerond tot verschillend gelobd of hersenachtig van uiterlijk. Het vruchtlichaam is geleiachtig maar taai als het nat is en hard als het droog is. Het oppervlak is meestal glad, de lobben doorschijnend, diepgeel of helder geeloranje, vervagend tot lichtgeel, zelden pigmentloos en wit of kleurloos. Droge vruchtlichamen zijn roodachtig of oranje van kleur. De kleur van het sporenpoeder is witachtig of lichtgeel.

### Microscopische kenmerken
De basidia waarop de sporen rijpen zijn elliptisch tot bijna bolvormig, zelden of niet hoogstaand en typisch 15–21 μm breed. Ze zijn verdeeld in 2–4 kamers door verticale of diagonale scheidingswanden. De breed elliptische tot langwerpige sporen zijn gemiddeld 10–16 × 6–9,5 μm groot. Ze vormen een kiembuis of conidia die identiek worden gevormd door kiemen. Daarnaast produceert de gele trilzwam ook conidia op speciale hyfencellen. De conidioforen zijn dicht vertakt en meestal overvloedig aanwezig in de vruchtlaag. De ongeveer bolvormige, eivormige of elliptische conidia meten 2–3 × 2–2,5 µm. Ze kunnen zo talrijk zijn dat jonge vruchtlichamen bedekt zijn met een helder geel slijm van conidia.

## Verspreiding
De gele trilzwam kent een kosmopolitische verspreiding. Hij komt voor in Europa, Noord-, Midden- en Zuid-Amerika, Afrika, Azië en Australië. Hij komt algemeen voor in België en Nederland.

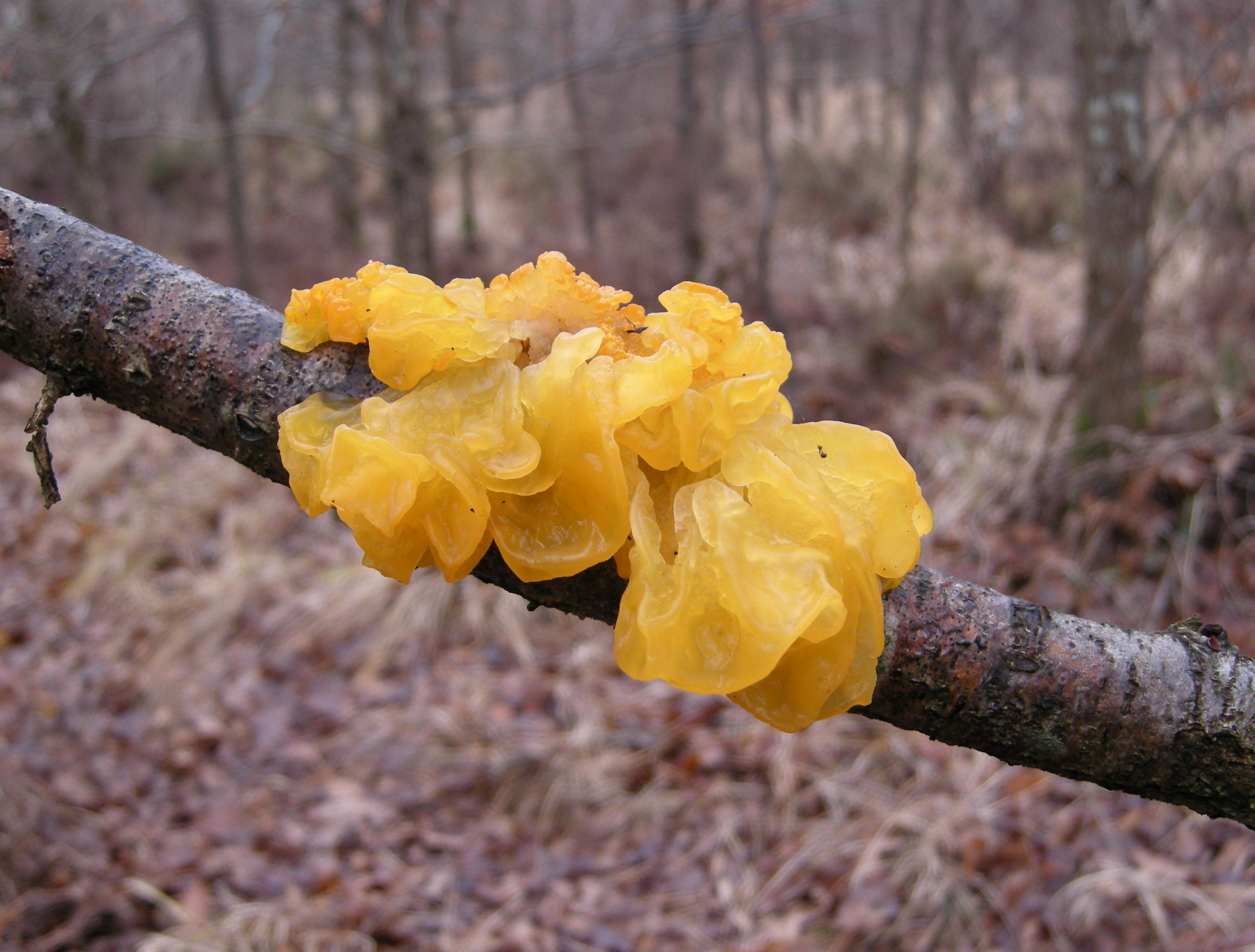
Gele trilzwam